# Edo jezik
Edo jezik (ISO 639-3: bin; addo, benin, bini, oviedo, ovioba), nigersko-kongoanski jezik uže skupine edoid, koim govori 1 000 000 ljudi (Wiesenfeld 1999; etnička grupa Edo) u nigerijskoj državi Bendel u LGA Ovia, Oredo i Orhionmwon.
Edo svoje ime daje skupini edoid, a zajedno s jezicima emai-iuleha-ora [ema], esan [ish] i ibilo [ibi], svi iz Nigerije, čini podskupinu edo-esan-ora. Piše se latinicom i uči u osnovnim i srednjim školama; radio programi, TV; u Nigeriji je jedan od 9 službenih jezika.

## Vanjske poveznice
- Ethnologue (14th)
- Ethnologue (15th)